# أندرياس فينتر
أندرياس فينتر (بالألمانية: Andreas Winter)‏ هو رياضياتي ألماني، ولد في 14 يونيو 1971 في مولدورف في ألمانيا.